# Roodsnavelleeuwerik
De roodsnavelleeuwerik (Spizocorys conirostris) is een zangvogel uit de familie Alaudidae (leeuweriken).

## Verspreiding en leefgebied
Deze soort komt voor in zuidelijk Afrika en telt zes ondersoorten:
- S. c. damarensis: noordwestelijk Namibië.
- S. c. crypta: noordoostelijk Botswana.
- S. c. makawai: westelijk Zambia.
- S. c. harti: zuidwestelijk Zambia.
- S. c. barlowi: zuidelijk Namibië, zuidelijk Botswana en noordwestelijk Zuid-Afrika.
- S. c. conirostris: zuidoostelijk Botswana, noordelijk, centraal en oostelijk Zuid-Afrika.

## Status
De grootte van de populatie is niet gekwantificeerd maar de soort wordt omschreven als plaatselijk algemeen in het zuiden van zijn verspreidingsgebied en zeldzamer naar het noorden. Op de Rode lijst van de IUCN heeft deze soort de status niet bedreigd.